# Braux (Alpes-de-Haute-Provence)
Braux ist eine französische Gemeinde mit 134 Einwohnern (Stand 1. Januar 2022) im Département Alpes-de-Haute-Provence in der Region Provence-Alpes-Côte d’Azur. Sie gehört zum Arrondissement Castellane und zum Kanton Castellane.

## Geographie
Die Gemeinde grenzt im Nordosten an Castellet-lès-Sausses, im Südosten an Saint-Benoît, im Südwesten an Annot und im Nordwesten an Le Fugeret. Durch Braux fließt der Coulomp.

### Erhebungen
- Gebirgskamm Crête du clos Martin, 1522–1607 m. ü. M.,
- Gipfel Rocher de Pelloussis, 1340 m

## Bevölkerungsentwicklung
| Jahr      | 1962 | 1968 | 1975 | 1982 | 1990 | 1999 | 2008 | 2012 |
| --------- | ---- | ---- | ---- | ---- | ---- | ---- | ---- | ---- |
| Einwohner | 248  | 206  | 153  | 160  | 133  | 118  | 131  | 125  |